# Опълченците на Шипка
О, Шипка! пренасочва насам.  За Софийския клуб вижте О!Шипка.
„Опълченците на Шипка“ (известно и като „О, Шипка!“) е ода на българския писател класик Иван Вазов.
Произведението е част от цикъла „Епопея на забравените“, посветена на героите от националноосвободителните борби и Възраждането на България през XVIII и XIX век.
Самата ода „Опълченците на Шипка“ е посветена на участието на българското опълчение в Руско-турската война (1877 – 1878). То описва боевете при Шипка през август 1877. Подзаглавието на творбата е „11 август 1877“, това добавя историчност и документален характер на темата.
Историческите личности и събития, споменати в одата, са:
- битката при Ключ (1014)
- Клането в Батак (1876)
- Битка при Термопилите (480 пр.н.е.)
- Сюлейман паша
- Ксеркс I
- Николай Столетов
- Фьодор Радецки

„Опълченците на Шипка“ е една от най-популярните български оди. Тя се изучава подробно още в основните училища, като откъси от нея или целият текст се учат наизуст.